# Léon-Clément Gérard
Pour les articles homonymes, voir Gérard.
Léon-Clément Gérard (né à Cogne le 18 mars 1810, mort à Aoste le 1er novembre 1876) est un chanoine et écrivain valdôtain, encore surnommé le « Poète valdôtain » par l'Abbé Joseph-Marie Henry. 

## Biographie
Léon Clément Gérard, d'origine paysanne, naît à Cogne de Jean-Joseph de Jean-Antoine-Gaspard, « agricole », et de Marie Buthier. Après ses études, il est ordonné prêtre le 23 septembre 1833. D'abord vicaire à Ayas d'octobre 1833 à 1835 puis à Saint-Vincent de juillet 1835 à 1843, il est curé de La Salle du 9 février 1843 à 1856. Nommé au chapitre de chanoines de la cathédrale d'Aoste le 4 juillet 1845, il devient le 22 janvier 1856 curé de la paroisse Saint-Jean-Baptiste de cette ville, fonction qu'il exerce  jusqu'à sa mort. Il est vice-archiprêtre le 10 avril 1856, puis archiprêtre le 4 janvier 1860. Il est à l'origine le 23 avril 1864 de la fondation de l'Association des Filles de Marie. Le 22 avril 1856, il devient membre de l'Académie Saint-Anselme. 

## Polémiste et écrivain prolifique
Il publie ses premières œuvres des poèmes dans la Feuille d'Annonces d'Aoste, premier journal régional auquel il collabore entre autres avec le chanoine progressiste Félix Orsières, puis après sa fondation le 1er mars 1849, il est un des rédacteurs du journal catholique et conservateur L'Indépendant. À partir de 1850/1851, comme porte paroles de l'évêque d'Aoste André Jourdain et du conservatisme clérical, il s'oppose violemment au chanoine Orsières, sur le rôle de l'église dans la société jusqu'à la rétractation finale de Orsières en 1855. Son style de polémiste et son approche des thèmes religieux, sont considérés, selon Joseph-Gabriel Rivolin et Omar Borettaz comme démodés . Le chanoine Gérard laisse toutefois une œuvre importantes comprenant cinquante mille vers français selon l'abbé Henry et qui comprend :
Ses libelles contre Félix Orsières :
- Études critiques sur quelques articles de la Feuille d'annonces d'Aoste. - Imprimerie de D. Lyboz, 1848.
- Le Misanthrope à nu, ou, Réfutation du tartuffe dévoilé A. Burdet, 1850
- Remède au poison, ou, Réfutation d'une petite brochure intitulée : Quelle doit être l'influence du clergé ?. - Lyboz, 1850.
- Le Prêtre contre l'évangile, ou, Cranmer devant Cromwell.  Imprimerie d'Aimé Burdet, 1851.
- Réponse à l'opuscule le progrès d'Orsières, 1864.

Des sujets religieux:
- Le Guide du catholique, ou, Préservatif contre le protestantisme. Typographie Mensio, 1857
- Le Parfum de l'autel, ou, Recueil de poésies sacrées Imprimerie J.-B. Mensio, 1871
- Poésies en l'honneur de sa Sainteté Pie IX,  Imprimerie J.-B. Mensio, 1871
- L'Imitation de Jésus-Christ Imprimerie de J.-B. Mensio, 1873
- Le Petit Catéchisme, ou, Méthode à suivre pour enseigner aux petits enfants
- Les Principaux Mystères de notre sainte religion . Imprimerie de J.-B. Mensio, 1873
- La Harpe sainte , Imprimerie de Jean-Baptiste Mensio, 1875
- Le Bon Ami des enfants, ou, Souvenir de la première communion Imprimerie Louis Mensio, 1879

Des œuvres régionalistes
- La Vallée d'Aoste sur la scène Imprimerie Mensio, 1862, Editions de la Vallée d'Aoste, 1926 réédition Librairie valdotaine 1985
- Les Amours et les veillées parmi les habitants des campagnes . – Franco, traduction par Gérard Léon-Clément. -Imprimerie D. Lyboz, 1863
- Petite Anthologie valdôtaine, 1964

Des traductions en vers français:
- Livre de Job 1851
- Discours sur la montagne 1852
- Divers cantiques de l'Écriture sainte 1853
- L'Imitation de Jésus-Christ 1853
- Livre de l'Ecclésiaste 1853
- Lamentations de Jérémie 1854
- La Christiade : poème du sauveur du monde de Marco Girolamo Vida, H. Goemaere, Bruxelles 1867 et Imprimerie J.-B. Mensio, Aoste 1876.

Il est également l'auteur de pièces dites légères: Le Nez de Farinet, Mantellus, un Recueil de chansons, charades, épigrammes....

## Sources
- Notices d'autorité :   - VIAF
  - Vatican
- Pierre-Étienne Duc Le Clergé d'Aoste de 1800 à 1870 J.B. Mensio, éditeur imprimeur à Aoste, 1870 p. 86-88.
- Abbé Joseph-Marie Henry, Histoire populaire religieuse et civile de la Vallée d’Aoste. Imprimerie Marguerettaz, Aoste (1929) réédition en 1967, p. 458-460.
- Joseph-Gabriel Rivolin et Omar Borettaz, Léon-Clément Gérard et les poètes valdôtains du XIXe siècle.